# Lochcarron
|  | Aquest article tracta sobre el municipi. Vegeu-ne altres significats a «Loch Carron». |

'Lochcarron (Gaèlic escocès: Loch Carrann) és un poble, comunitat i parròquia civil al Wester Ross dels Highlands, Escòcia. Té una població de 923 habitants.

## Informació local
El nom de Lochcarron és també aplicat a la col·lecció de poblaments petits situats al llarg del Loch Carron, unloch a la costa de l'oest de Ross and Cromarty. Els trams de poble es perllonguen per gairebé 2 milles, serpejant al llarg de la riba del loch. En el segle xix el poble va ser anomenat Janetown, llavors Jeantown.
El diari local, Un Carrannach, és publicat de forma mensual.

## Serveis locals
Lochcarron conté una varietat de serveis locals. Aquests inclouen:
- Dues estacions de gasolina, un a qualsevol final del poble (un 24hr)
- Botiga Spar, el qual conté la Oficina de Correus. La botiga és oberta 7 dies a la setmana.
- Halifax Bank of Scotland, banc escocès
- Highland Punt de servei del consell (localitzat a la biblioteca)
- Dos hotels
- Bistro i cafeteria
- Centre mèdic
- Fàbrica de tartan
- Sala de comunitat que ofereix una amplia gamma d'esdeveniments públics
- Centre de patrimoni

Hi ha també un gran nombre d'allotjaments i Bed&Breakfast, molts dels quals són membres de l'associació empresarial local.
Les escoles primàries locals es troben a l'entrada al poble, amb aproximadament 40 alumnes (dades d'Abril 2015). Ofereixen educació en anglès i en gaèlic. L'institut més proper el trobem a Plockton.

## L'àrea circumdant
Lochcarron és una ubicació central pel senderisme i com a base pels viatges per la costa oest dels Highlands, incloent les regions de Torridon, Plockton i Skye. No gaire lluny del poble hi ha la coneguda carretera Bealach na Bà (en gaèlic: Pas del bestiar), el qual enllaça el poble i península d'Applecross a la resta del territori. És una carretera popular pels turistes pels seus paisatges i corbes de forquilla.

## Galeria

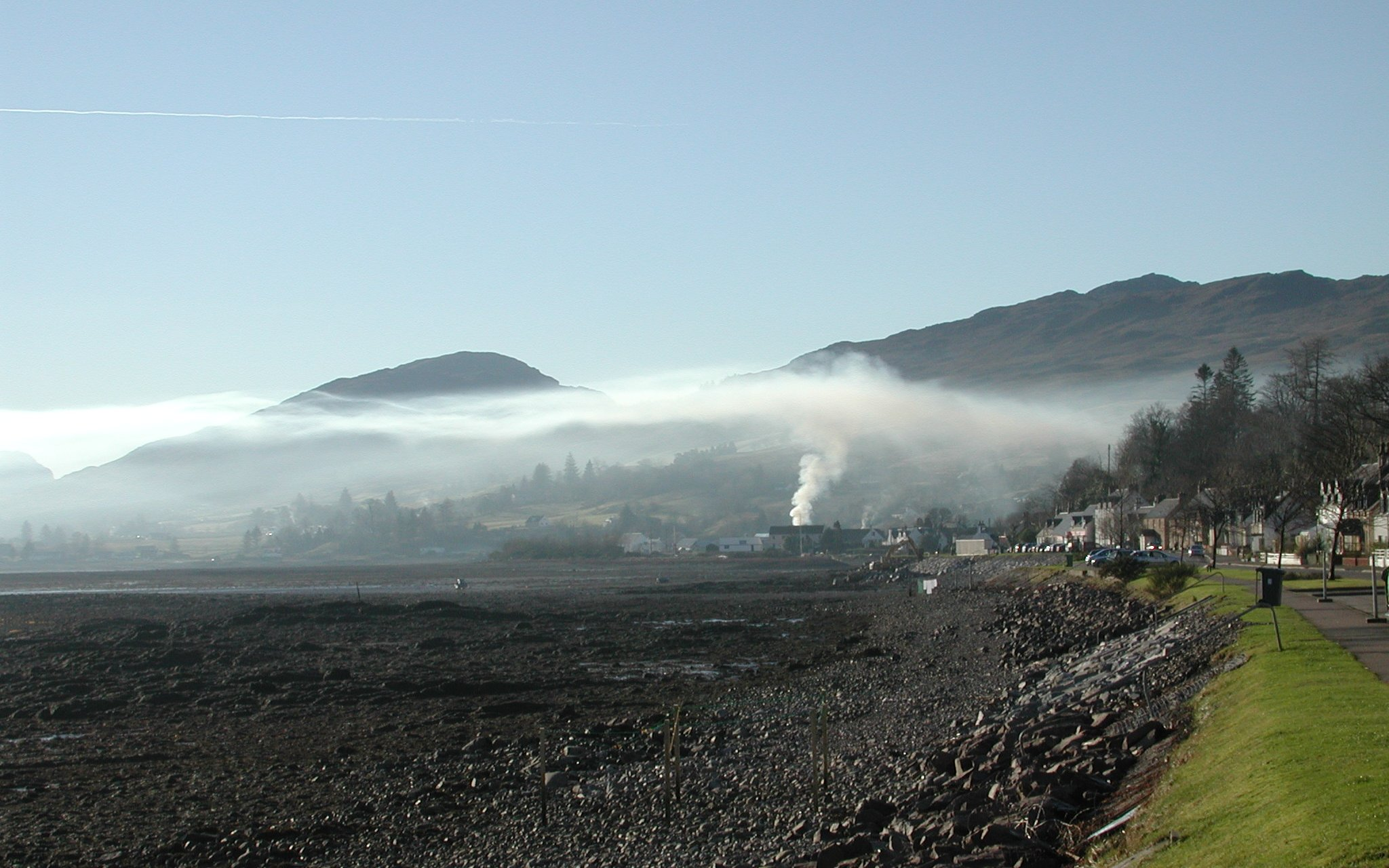
Llochcarron i riba del Loch Carron.
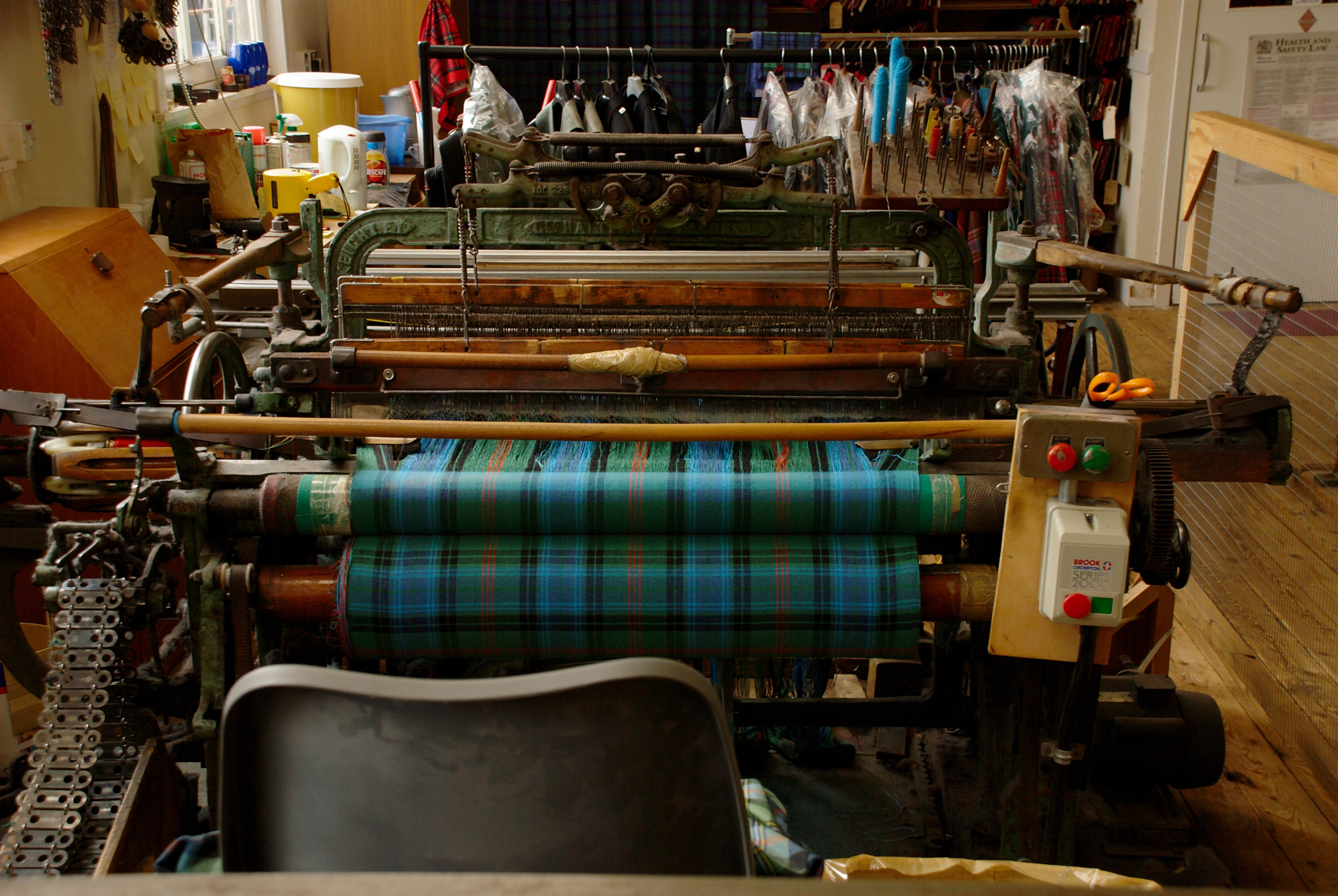
Trenat de tartan a Lochcarron